# Uramba maculata
Uramba maculata är en kräftdjursart som beskrevs av Franco Ferrara 1973B. Uramba maculata ingår i släktet Uramba och familjen Porcellionidae. Inga underarter finns listade i Catalogue of Life.